# Tàu điện ngầm Roma
Roma Metro (tiếng Italia: Metropolitana di Roma) là một hệ thống giao thông công cộng ngầm hoạt động ở Roma, Italia. Hệ thống này mở vào năm 1955, làm cho đây là tàu điện ngầm lâu đời nhất ở Italia. Có hai tuyến tàu điện ngầm, tuyến A (màu cam) và tuyến B (màu xanh da trời). Một tuyến thứ ba, tuyến C (xanh lá cây) đang được xây dựng. Người ta cũng công bố quy hoạch cho một tuyến thứ tư, tuyến D. Mạng lưới đường ray hiện tại, dài 54,6 km có hình chữ X với các đường giao nhau tại ga Termini, nhà ga xe lửa chính ở Roma. Tuyến B chia tách tại ga Bologna thành hai nhánh. Đơn vị cung cấp dịch vụ vận tải nội thị của Roma, ATAC, vận hành hệ thống metro của Roma và một số tuyến đường sắt khác: tuyến Roma-Lido, tuyến Roma-Giardinetti, và tuyến Roma-Nord kết nối Rome để Ostia, trên biển, thực tế một phần của mạng lưới tàu điện này. Tàu điện chạy trên các tuyến đường tương tự và sử dụng xe lửa tương tự như tàu chạy trên tuyến metro. Tuyến Roma-Giardinetti mặc dù được xem như là một đường sắt, là một tuyến tàu điện mặt đất khổ hẹp, trong khi tuyến Roma-Nord là một tuyến đường sắt ngoại ô.